# 河东盐务稽核分所
河东盐务稽核分所位于中国山西省运城市阜巷，现门牌为盐湖区东城街道东阜居委会红旗东街84号，运城宾馆院内。

## 历史
河东盐务稽核分所成立于1913年6月。根据1901年《辛丑条约》的规定，清政府赔款以全国的关税和盐税作抵押。1913年，袁世凯与五国银行团签订“善后借款”条约，再次将运城盐池盐税抵押给英国。于是根据条约，在北京设立盐务稽核总所，各产盐地设立盐务稽核分所，征收盐税，用于还本付息。河东盐务稽核分所设于运城阜巷吕家大院，将旧厅楼折除，改建成东、西两座二层西式洋楼。分别为中国籍经理和外籍协理的住所。另在楼北建木平房一座，作为办公厅。1947年12月以后，这里改为中共运城地委、行署驻地。1954年，运城和临汾专区合并，这里改为中共运城县委所在地。党的十一届三中全会后，运城县委迁入解放路现址。1970年两专区重新分设，新地委机关设于老城外东北部，此处即改为运城地区招待所。
2004年，河东盐务稽核分所公布为运城市文物保护单位。2016年9月，河东盐务稽核分所旧址，未经批准违规开设茶艺馆。从省人民检察院获悉，该文物保护单位目前已停止茶楼运营。2020年，检察机关对违规改造文物建筑事件进行立案调查，运城市文物局责令立即停止茶艺馆的经营活动。2021年8月4日，河东盐务稽核分所公布为山西省文物保护单位。	